# Glos
Glos är en kommun i departementet Calvados i regionen Normandie i norra Frankrike. Kommunen ligger i kantonen Lisieux 1er Canton som ligger i arrondissementet Lisieux. År 2022 hade Glos 924 invånare.

## Befolkningsutveckling
Antalet invånare i kommunen Glos
Referens: INSEE